# Čejkovice (Boêmia do Sul)
Čejkovice é uma comuna checa localizada na região da Boêmia do Sul, distrito de České Budějovice.